# Jarmar Gulley
Jarmar Gulley (Beaumont, 12 marzo 1991) è un cestista statunitense.